# 下腳
下腳是指零碎而沒太多價值的材料。
1995年中華民國行政院勞工委員會的一道公文中指出：
「下腳」係指事業單位在營運過程中所殘餘之渣滓、廢料，該事業單位無法回收再生，作為其營業項目相關之用途，而尚可資為他用，仍能變價之物。

## 外部連結
- ^ 行政院勞工委員會「(84)台勞福一字第119059號函釋」「下腳」之定義[永久]，勞工法令查詢系統提供。